# 幻冬舎アウトロー大賞
幻冬舎アウトロー大賞（げんとうしゃアウトローたいしょう）は、幻冬舎が主催していた公募の新人文学賞。小説およびノンフィクション作品、漫画作品を募集していた。

## 受賞作リスト
作品は四六判ハードカバーまたは幻冬舎アウトロー文庫で刊行された。
第1回
- 大賞 なし
- 特別賞 黒沢美貴『溺れる指さき』（2003年6月 幻冬舎アウトロー文庫、官能小説）

第2回
- 大賞・特別賞 なし

第3回
- 大賞 塚田努『だから山谷はやめられねぇ 「僕」が日雇い労働者だった180日』（2005年12月、ノンフィクション）
- 大賞 小暮俊作『帰らざる日々』（2005年12月、小説）
- 特別賞 越後屋『夜の飼育』（2005年12月 幻冬舎アウトロー文庫、官能小説）

第4回
- 大賞 なし
- 特別賞 松崎詩織「フラジャイル」（2006年6月刊『教育実習生』（幻冬舎アウトロー文庫）に収録、官能小説）

第5回
- 大賞 なし
- 特別賞 川原テツ『名画座番外地 「新宿昭和館」傷だらけの盛衰記』（2007年7月、ノンフィクション）

第6回
- 大賞 なし
- 特別賞 若月凛『舞妓調教』（2007年12月 幻冬舎アウトロー文庫、官能小説）

第7回
- 大賞 なし
- 特別賞 水無月詩歌『蜜の鎖』（2008年6月 幻冬舎アウトロー文庫、官能小説）

第8回
- 大賞・特別賞 なし

第9回
- 大賞 坂野昭彦『一文無しが贋札造って捕まって』（2009年4月、ノンフィクション）
- 特別賞 なし

第9回をもって終了となった。